# Казыбек-би
Казыбек «Каз Дауысты» Кельдибекулы (каз. Қазыбек «Қаз Дауысты» Келдібекұлы, 1667, прибрежья Сырдарьи — 1763 (по другим данным, 1764 и 1765), зимовка у ключа Теракты в современном Каркаралинском районе Карагандинской области Казахстана) — великий казахский бий, государственный, политический и общественный деятель великий оратор, и посол.
Казыбек Кельдибекулы принадлежал к Среднему жузу, к роду Каракесек племени Аргын. Вместе с Толе би и Айтеке би один из трёх великих биев (судей) казахского народа и один из авторов первого систематизированного свода казахских обычаев «адат» (законов) «Жеты Жаргы».

## Прозвище
Казыбек Кельдибекулы был известен в народе как «Каз Дауысты» Казыбек. По преданию, это прозвание он получил от заклятого врага казахов, хунтайджи Галдан-Цэрэна, очарованного и поражённого его красноречием. Прозвище «Каз Дауысты» переводится с казахского языка буквально как гусиноголосый и имеет переносный смысл обладающий пронзительным голосом, обладающий голосом достающим до глубины души и т. п.

## Детство и юность
Родился на берегах Сыр-Дарьи (точное место рождения неизвестно), детские и юношеские годы провёл в Каратау и Улытау. Отец Келдибек, дед Шаншар. Имя Шаншара было настолько известно и популярно, что дед по материнской линии — Сулеймен издалека прикочевал к Шаншару, которого за начитанность и мудрость прозвали Шаншар абыз.

## Зрелые годы
Благодаря семейным традициям, Казыбек уже в детские годы проявил красноречие и острый ум, став с годами прославленным бием. Ему приписывается следующее обращение к джунгарскому правителю, когда он ещё совсем молодым, впервые, участвовал в посольской миссии:

«Ты — калмык, а мы — казахи, 

Ты — железо, а мы уголь, который плавит железо. 

Пришли мы для того, чтобы 

Лицом к лицу по-мужски поговорить, 

Решить разделяющие нас проблемы. 

Нечего отыгрываться на пленённых детях и женщинах! 

Хотим узнать, какова 

Ваша позиция. Вот и пришли в чуждый лагерь. 

Если не хочешь переговоров, 

Будем решать вопросы на поле брани! 

И готовы драться как львы до конца! 

Готов к переговорам, скажи, не хитри! 

Во всяком случае без дураков 

Скажи всё напрямую». 

Казыбек Кельдибекулы активно участвовал в делах государственного правления во времена ханов Тауке, Самеке, Абилмамбета, Абылая, способствовал действенности внутренней и внешней политики казахских ханов. Стал одним из организаторов всенародной борьбы против джунгаров. Поддерживая налаживание дружеских отношений с Россией, он одновременно выступал против тесной связи с Цинской империей.
Казыбек Кельдибекулы вместе с Толе-би и Айтеке-би вошёл в историю как инициатор объединения трёх жузов, один из авторов свода законов, принятых при Тауке-хане и названных «Жетi жарғы» (Семь устоев). В нём нашли конституционное закрепление подходы к проблемам, связанным с землёй, имущественными отношениями, семьёй, определением наказаний за преступления, международными отношениями, сватовством, разводом, положением вдов.
Казыбек лично участвовал в переговорах с Галдан-Цэрэном, отстаивая интересы народа, женщин, военнопленных. Одна из поездок к джунгарскому правительству была связана со стремлением вызволить из плена Аблая. Известно, что Аблай попал в плен после нападения джунгар в 1741 году на Средний жуз и два года провёл в зиндане. Возможно, что его выдали родичи в ответ на требования Галдан-Цэрэна, сына которого — Шарыша, Аблай, по одной из легенд, якобы убил в единоборстве. Видя в Аблае большой потенциал, ценя его характер, крепость характера, преданность идее единства казахского народа, Казыбек Кельдибекулы проявил большую настойчивость и добился возвращения Аблая на родину, где он сразу же возглавил ханство в Сары-Арке, не будучи формально ханом.
Неустанно на всём протяжении жизни призывал к единству народа, к единомыслию, стремясь погасить раздоры между родами и между ханами в борьбе за власть, а также найти достойный путь сохранения цивилизованных отношений с соседними народами.
Имел пятерых сыновей: Бекболат, Казымбет, Базаргелди, Баркы, Сырымбет, дочь Манкан (Камка).
Умер в декабре 1764 года у подножья горы Семизбуга у источника Теректи.
Похоронен в Туркестане, в мавзолее Ахмета Яссави.

## Память
- Его именем названы улицы и районы многих городов Казахстана, в Астане ему установлен памятник, долгое время существовал Казыбекбийский район, названный в его честь[2]. Сейчас его именем называется район в городе Караганда.
- В 2003 и в 2017 году были выпущены почтовые марки Казахстана, посвященные Казыбеку.